# James Poyser

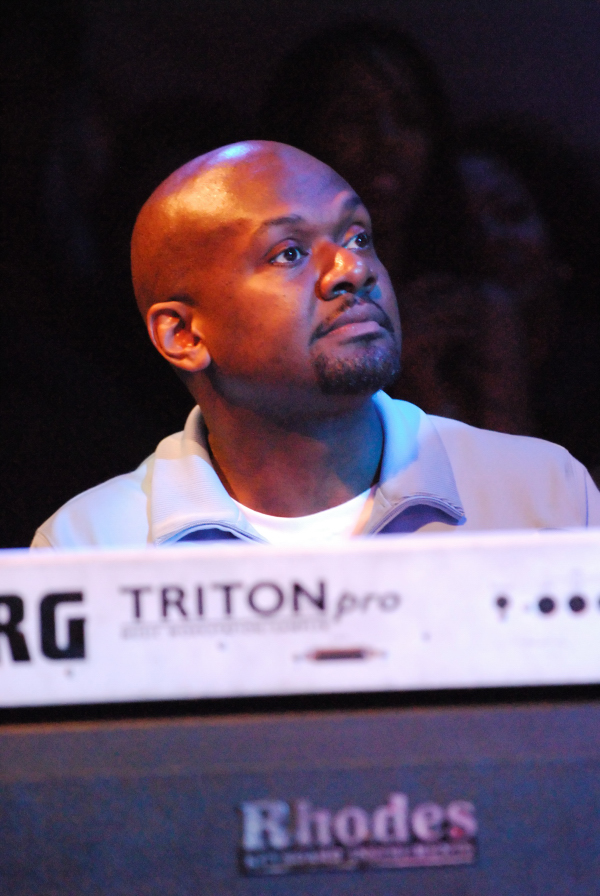
James Poyser no Black Lily Film & Music Festival de 2007.

James Poyser (Sheffield, 31 de janeiro, de 1960) é um multi-premiado compositor, músico e produtor.
Poyser escreveu e produziu músicas para vários artistas lendários e premiado, incluindo Erykah Badu, Mariah Carey, John Legend, Lauryn Hill, Common, Anthony Hamilton, D'Angelo, The Roots e Keyshia Cole.
Poyser recebeu um Grammy Awards de Melhor Canção R&B em 2003 para co-escritor do sucesso "Love Of My Life" de Erykah Badu e Common. James também foi o produtor executivo dos álbuns de Badu, altamente célebres, Mama's Gun e Worldwide Underground.

## Produção e Composição
- Erykah Badu - "Window Seat", "Out of My Mind Just in Time", "Master Teacher", "Back in the Day", "Puff", "Bump It", "Cleva", "Danger", "I Want You", "Love of  My Life", "My Life", "Other Side Of The Game", "Penitentiary Philosophy", "Sometimes", "Kiss Me on My Neck", "Green Eyes", "On & On", "Afro".
- Mariah Carey - "I Wish You Well", "Mine Again", "When Christmas Comes".
- John Legend - "Wake Up".
- Jill Scott - "Cant Explain", "Talk To Me", "Exclusively", "Try"
- Sy Smith - "Deep Sleep", "Do Things", "Bruise", "Drop That".
- Keyshia Cole "No Other".
- The Roots - "The Lessons Part III".
- Common - "*69", "Aquarius", "Between You and Liberation", "Common Free Stye", "Electric Wire Hustle Flower", "Ghetto Heaven Part 2", "Heaven Somewhere", Jimi Was a Rock Star", "New Wave", "The Questions", "Soul Power", "Time Travelin".
- Anthony Hamilton - "Corn Bread", "Fish and Collard Greens", "I Tried", "Don't Get Me To Lying".
- Corinne Bailey Rae - "The Blackest Lilly".
- Bilal - "Sometimes", "Bring 2".
- D'Angelo - "Chicken Grease".
- Eric Benet - "Love of My Own", "When You Think of Me", "Spanish Fly".
- Lauryn Hill - "Superstar".
- Musiq Soulchild - "Someone", "Mother Father", "Real Love".
- Tye Tribbett - "Life".
- Al Green - "Lay it Down".
- Jaheim - "In My Hands".
- Ruben Studdard - "Our Story".